# Elbilar i Kina
Elbilar i Kina är något som den kinesiska staten satsar stort på, bland annat för att minska luftföroreningarna i städerna. Satsningen innehåller bland annat kraftiga subventioner för eldrivna bilar och krav på laddningsuttag vid anläggning av nya bostadsområden. Även produktionen av elbilar väntas öka markant under 2010-talet, bland annat tack vare Kinas stora naturtillgångar (litium för litiumbatterier mm). Bland de större bilföretagen satsar bland annat BMW stort på den växande kinesiska elbilsmarknaden, och bygger en ny elbilsfabrik tillsammans med partnern Great Wall Motor. Fabriken skall tillverka elbilsvarianten av märket Mini.

## Biltillverkning

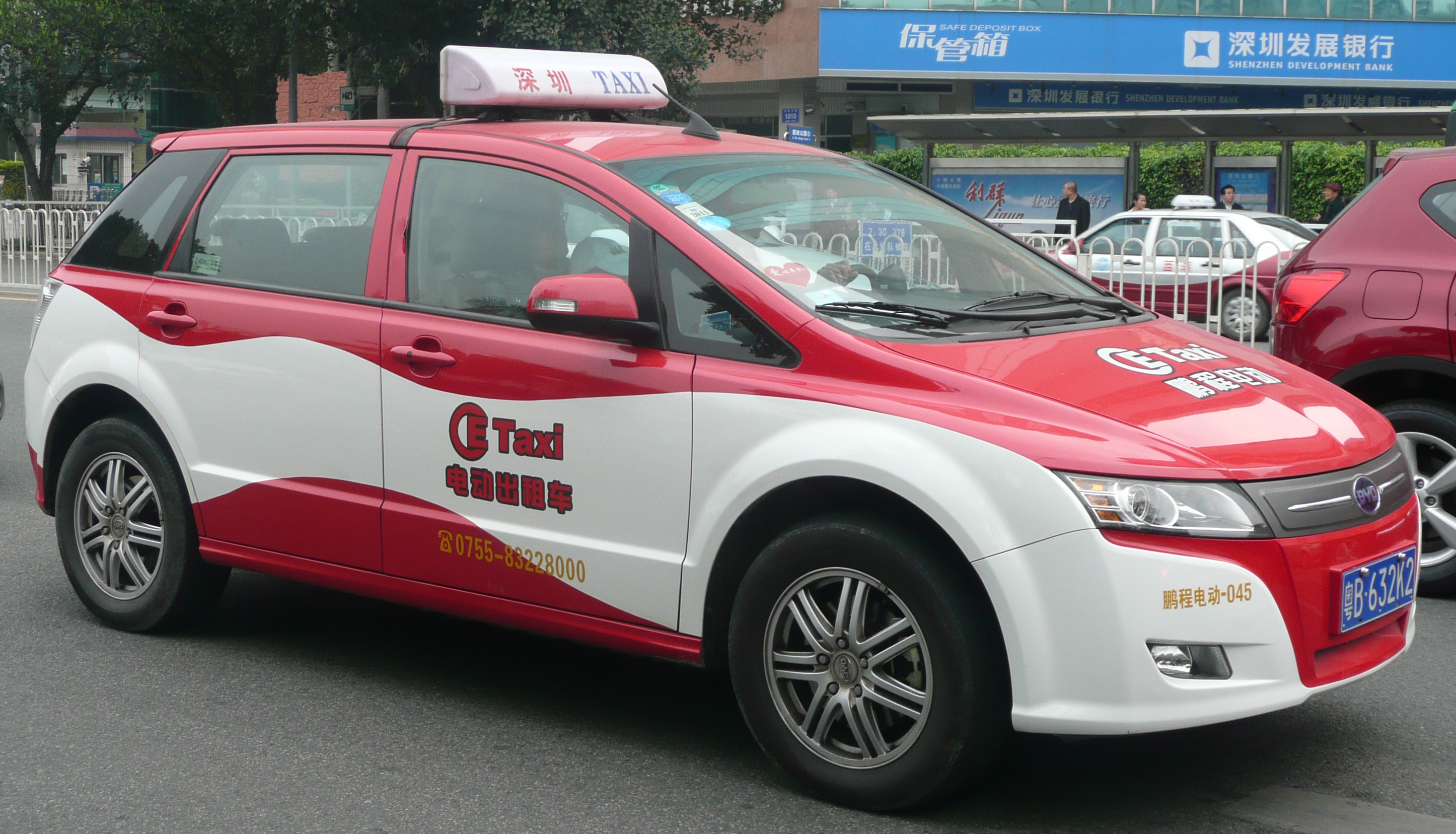
Elbilstaxi av märket BYD e6 Shenzhen, Kina.

BYD (BYD Company Limited) är ett privatägt kinesiskt företag med tillverkning av bilar och batterier. 2008 lanserade dotterbolaget BYD Auto världens första serietillverkade laddhybridbil, kallad BYD F3DM.